# 市田行則
市田 行則（いちだ ゆきのり、1940年〈昭和15年〉12月27日 - ）は、日本の電気技術者。元日本原子力発電社長、同会長。

## 経歴
宮城県出身。1964年（昭和39年）東京大学工学部卒業。東京電力に入社し、系統運用部長より1997年（平成9年）6月に取締役、ついで常務、副社長、技術開発本部長を経て、2004年（平成16年）6月、日本原子力発電社長に就任した。2009年（平成21年）6月、同会長に就任した。